# Schlacht bei Chancellorsville
Chancellorsville – Fredericksburg II – Salem Church
Die Schlacht bei Chancellorsville fand vom 1. bis 4. Mai 1863 im Raum zwischen dem Gehöft Chancellorsville etwa 16 Kilometer westlich und in der Kleinstadt Fredericksburg, Virginia während des Amerikanischen Bürgerkrieges statt. Sie wurde auch Lees perfekte Schlacht genannt, wegen dessen riskanter, aber erfolgreicher Teilung der Nord-Virginia-Armee unter den Augen der mehr als doppelt so starken Potomac-Armee unter Generalmajor „Fighting Joe“ Hooker. Die Schlacht war geprägt durch Lees Kühnheit und Hookers Zaghaftigkeit. Beides zusammen führte zu einem überwältigenden Sieg der Konföderierten. Generalleutnant Thomas Jonathan Jackson, dessen Umgehungsmanöver wesentlich zum Erfolg der Konföderierten beigetragen hatte, starb sechs Tage nach dem Ende der Schlacht an den Folgen einer Lungenentzündung. Während der Schlacht hatte er durch Eigenbeschuss eine Verwundung erlitten, infolge derer sein linker Arm hatte amputiert werden müssen.

## Vorgeschichte

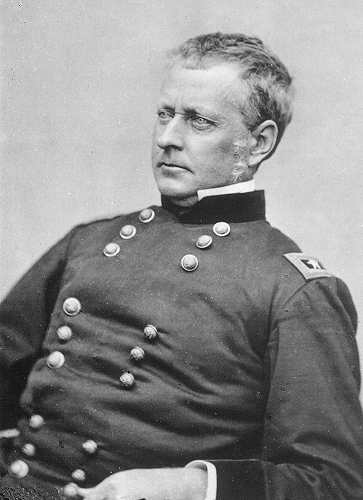
Generalmajor „Fighting Joe“ Hooker

Am 25. Januar 1863 übernahm Hooker den Oberbefehl über die Potomac-Armee von seinem glücklosen Vorgänger Ambrose Burnside. Er begann sofort mit organisatorischen Änderungen, die zum einen die Soldaten betrafen – es gab wieder ausreichend Verpflegung und der Sold wurde wieder gezahlt – und zum anderen die von Burnside eingeführte Gliederung rückgängig machten – die Grand Divisions wurden aufgelöst. Aus deren Kavallerieverbänden bildete er ein Kavalleriekorps. Zudem löste er missliebige Kommandierende Generale ab und ersetzte sie durch willfährigere. Generalmajor Daniel Edward Sickles erhielt das Kommando über das III. Korps; der Kommandeur einer der Grand Divisions, der deutschstämmige Generalmajor Franz Sigel, trat zurück und Generalmajor Oliver Otis Howard erhielt das Kommando über dessen ehemaliges XI. Korps. Kommandierender General des VI. Korps wurde Generalmajor John Sedgwick.

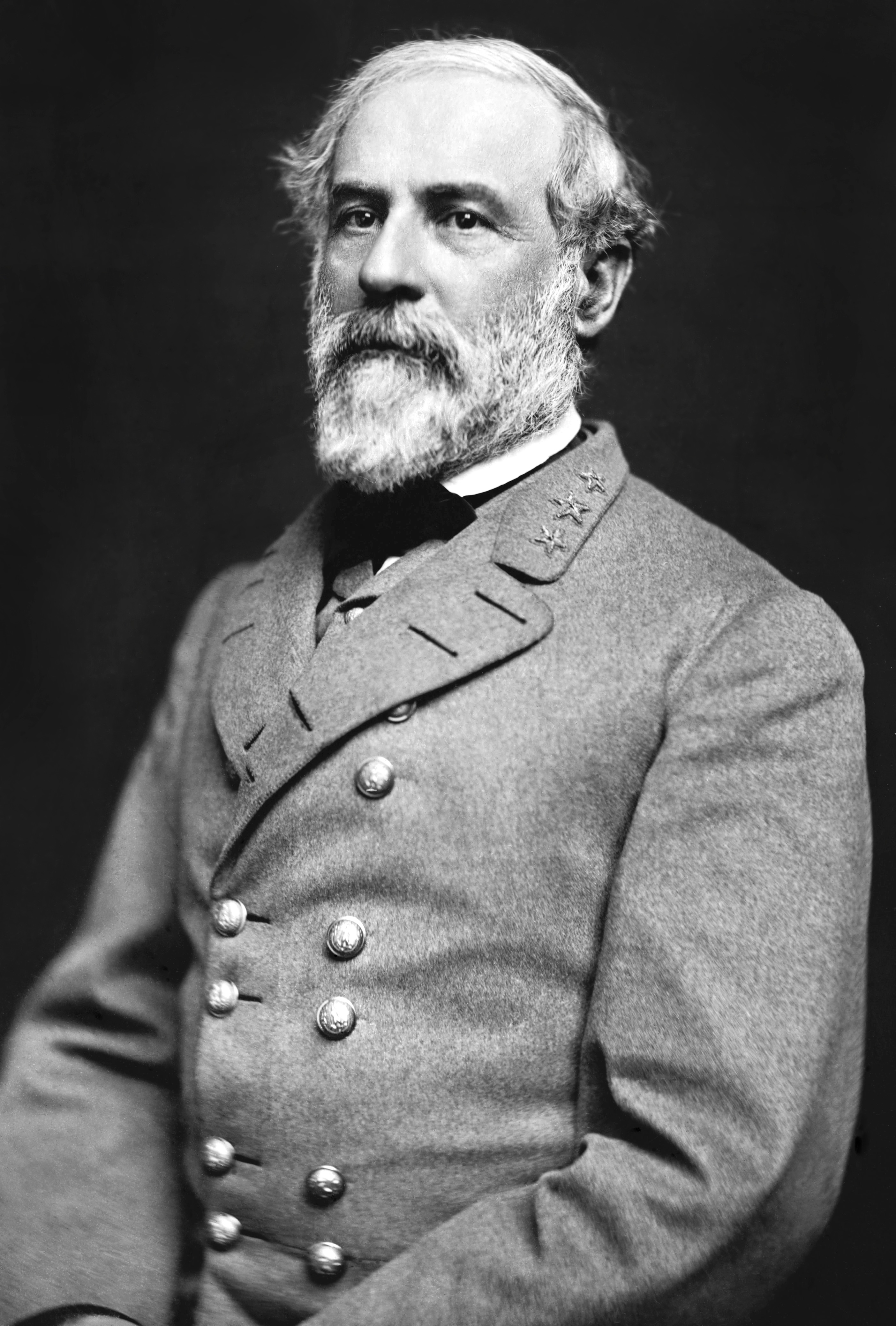
General Robert E. Lee

Die Nord-Virginia-Armee General Lees war den Unionstruppen an Anzahl weit unterlegen, besaß jedoch nach der Schlacht von Fredericksburg die bessere Moral; ihre Versorgungslage war jedoch angespannt, weil sie nur über die einspurige Richmond, Fredericksburg & Potomac Eisenbahnlinie verfügte, auf der nur zwei Züge pro Tag Versorgungsgüter zur Armee transportieren konnten. Das betraf besonders die Verpflegung – das umliegende Land war erschöpft, die nicht für die Artillerie und Kavallerie benötigten Pferde waren aufgegessen und viele andere Pferde verhungerten. Die Beweglichkeit der Nord-Virginia-Armee war somit erheblich eingeschränkt. Um diese Probleme zu beheben, schickte Lee seine Kavallerie bis zu 160 km weit ins Land und seine Artillerie zu Orten, an denen noch Futter für die Pferde zu finden war. Generalleutnant James Longstreet schickte er mit zwei Divisionen zum Schutz der Hauptstadt nach Süden.
Im Norden sorgte der Stillstand an allen Fronten für erheblichen Erfolgszwang. Lincoln forderte Hooker auf, so schnell wie möglich offensiv zu werden, wobei diesmal nicht die Einnahme der konföderierten Hauptstadt Richmond, sondern die Vernichtung der Nord-Virginia-Armee das Ziel des Feldzugs sei.
Lee hatte auf 25 Meilen Feldbefestigungen südlich des Rappahannock ausheben lassen. Sollte sich die Potomac-Armee bewegen, wollte er einfach Truppen dorthin verlegen, wo er die gegnerische Armee erwartete. Hooker seinerseits war über die Versorgungsschwierigkeiten seines Gegners informiert und in ihm reifte der Plan, den Gegner zu umgehen und ihn von seinen Versorgungslinien abzuschneiden.
Am 13. April beauftragte Hooker sein Kavalleriekorps unter Generalmajor George Stoneman, den Rappahannock ca. 30 Meilen westlich von Fredericksburg zu überschreiten und Lees Versorgungslinie bei Hanover Junction zu unterbrechen. Anschließend wollte er die Nord-Virginia-Armee frontal angreifen und vernichten. Dieser Plan scheiterte, weil wegen einwöchigen Regens die Kavallerie sowohl den angeschwollenen Rappahannock als auch den Rapidan nicht überqueren konnte.

## Verlauf der Schlacht

### Vorbereitung

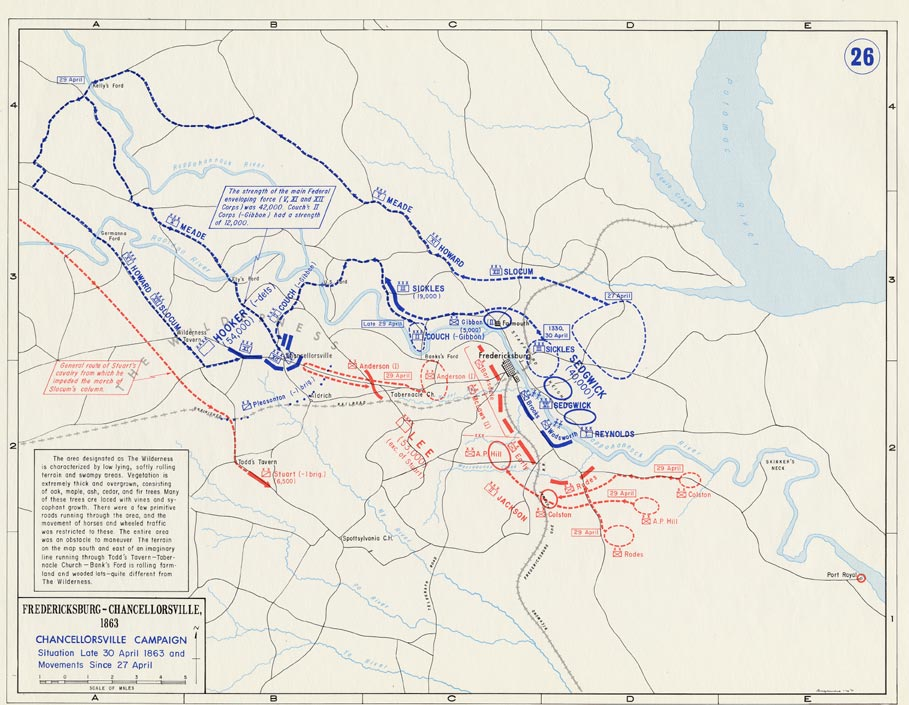
Die Vorbereitungrot: konföderierte Truppen
blau: Unionstruppen

Nach dem witterungsbedingten Scheitern seines Plans beabsichtigte Hooker, Lee bei Fredericksburg mit starken Kräften zu binden, mit der Masse der Potomac-Armee auf Lees linker Flanke und im Rücken anzugreifen und ihn dadurch zum Ausweichen nach Süden zu zwingen. Am 27. April marschierten drei Korps und die Kavallerie entlang des Rappahannock nach Nordwesten. Am 29. April erreichten sie Kellys Furt und überquerten den Fluss, schwenkten nach Südosten und überschritten den Rapidan an zwei Übergängen. Das Kavalleriekorps begann einen Raid gegen die Versorgungslinien der Nord-Virginia-Armee. Zwei weitere Korps überschritten den Rappahannock am 29. April bei der United States Furt. Am 30. April vereinigten sich die Korps mit insgesamt mehr als 80.000 Mann im Raum um Chancellorsville. Die beiden Korps unter der Führung Sedgwicks überschritten den Rappahannock bei Fredericksburg, um Lee mit ca. 40.000 Mann zu binden.
Lee war sich zunächst über das Vorhaben des Gegners im Unklaren. Am 29. April befahl er Generalmajor Richard Anderson, mit seiner Division die Anmarschwege des Gegners zu überwachen. Da Anderson das Gelände westlich von Chancellorsville – The Wilderness – als ungeeignet beurteilte, wich er bis ins offene Gelände östlich von Chancellorsville aus und richtete sich zur Verteidigung ein. Am 30. April schlug Generalleutnant Jackson einen Angriff auf Sedgwick vor, den Lee wegen der Artillerieüberlegenheit der Potomac-Armee untersagte. Erst als Sedgwick nicht angriff, befahl Lee Jackson, sich mit seinem gesamten Korps im Raum Chancellorsville zu versammeln. Einzig die Division von Generalmajor Early verblieb mit 12.000 Mann in den Stellungen gegenüber Sedgwicks Verbänden. Aus diesen Stellungen hatte die Nord-Virginia-Armee bereits in der Schlacht von Fredericksburg gekämpft.
Hooker hatte seinen Kommandierenden Generalen befohlen, im Raum Chancellorsville zu bleiben, bis alle fünf Korps versammelt seien, und dann gemeinsam die unterlegenen Konföderierten anzugreifen oder, noch besser, einen Angriff aus günstigen Stellungen abzuwehren. Die Verbände bei Chancellorsville gruben sich ein. Das XI. Korps am äußersten rechten Flügel der Potomac-Armee rechnete jedoch nicht mit einem Angriff der Konföderierten, sondern war davon überzeugt, am nächsten Morgen selbst angreifen zu dürfen. Deshalb richtete es sich nicht mit Nachdruck zur Verteidigung ein.

### 1. Mai
Die Bewegungen der Potomac-Armee waren geglückt. Allerdings machte Lee keine Anzeichen, nach Süden auszuweichen. Vielmehr marschierte er mit 28.000 Mann Hooker entgegen.

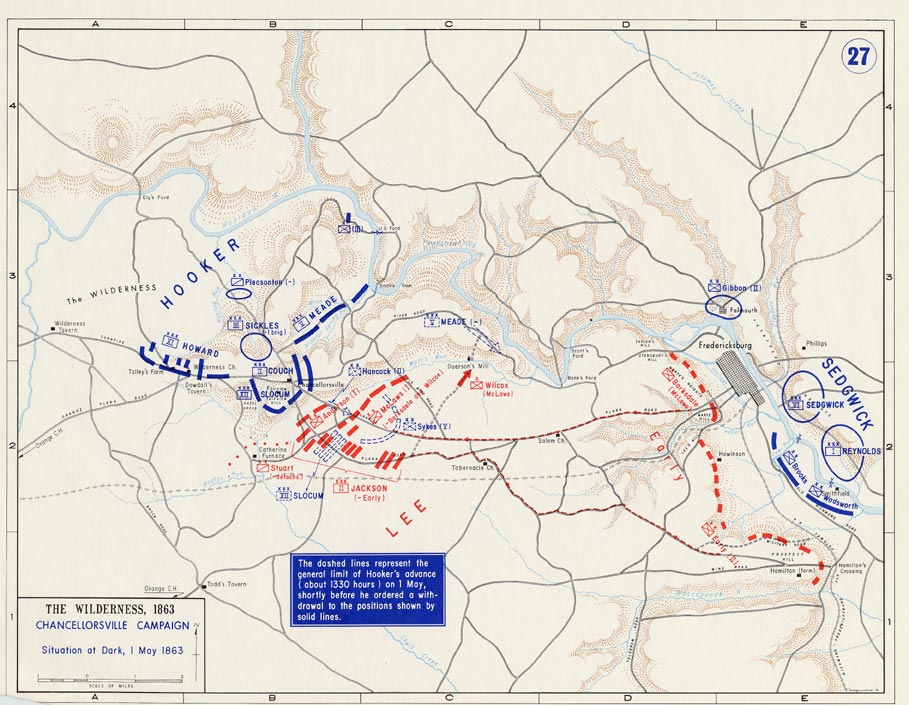
Kampfhandlungen am 1. Mairot: konföderierte Truppen
blau: Unionstruppen

Nachdem seine fünf Korps bei Chancellorsville versammelt waren, griff Hooker mit drei Korps nach Osten an, das V. Korps unter Meade links, das II. Korps unter Couch in der Mitte und das XII. Korps unter Slocum rechts. Schon bald hatte das II. Korps Feindberührung mit der Division Lafayette McLaws’; Meade hatte keine Feindberührung. Als am späten Vormittag auch die Divisionen des XII. Korps Feindberührung mit Andersons Division bekamen, befahl Hooker seinen Korps, alle Angriffe abzubrechen und sich rund um das Gehöft Chancellorsville zur Verteidigung einzurichten. Obwohl sich die Kommandierenden Generale diesem Entschluss nur mit Murren beugten, lag ihm eine gute strategische Überlegung zu Grunde: Die Wilderness war von dichtem, nahezu undurchdringlichen Dickicht bewachsen, in dem kleinere Lichtungen immer wieder Schussfeld für den Verteidiger boten und so ein Angriff Lees besser abgewehrt werden konnte. Hooker erwartete, dass nach dem Antreten von Sedgwicks Korps Lees Truppen zwischen den beiden Teilen der Potomac-Armee aufgerieben würden.
Die vordersten Verbände Jacksons erreichten gegen 8 Uhr die sich eingrabende Division Andersons. Jackson befahl Anderson, sich auf einen Angriff einzustellen, weil die sich nach Osten bewegenden Divisionen Hookers lohnende Angriffsziele darstellten. Das defensive Verhalten Hookers kam Lees Absicht entgegen, die beiden Teile der Potomac-Armee nacheinander zu schlagen. Aber auch ihm wurde während des Tages durch ständige Aufklärung klar, dass sich die Wilderness nicht für einen Angriff eignete und das Zentrum der Potomac-Armee für einen Frontalangriff zu stark war.
Nach Lees Beurteilung der Lage bot nur ein Flankenangriff aus Westen Aussicht auf Erfolg. Dazu war es notwendig, die Nord-Virginia-Armee zu teilen, einen möglichst unbemerkten 12-Meilen-Marsch rund um die Stellungen der Unionstruppen durchzuführen und zu hoffen, dass Sedgwick nicht offensiv würde. Während des Kartenstudiums fragte Lee Jackson:
“General Jackson, what do you propose to do?” – “Go around here.” – “What do you propose to make this movement with?” – “With my whole corps.” – “Well, go on.” („General Jackson, was schlagen Sie vor?” – „Hier herum zu gehen.” – „Und mit welchen Truppenteilen wollen Sie diese Bewegung durchführen?” – „Mit meinem gesamten Korps.” – „In Ordnung, fangen Sie an.”)
Dieser Entschluss bedeutete, dass den 70.000 Mann der Potomac-Armee nur noch 14.000 Konföderierte gegenüberstehen würden, sobald der eintägige Marsch mit den restlichen 26.000 Mann aus Jacksons Korps begonnen haben würde.

### 2. Mai
Lee wollte am Morgen die Aufmerksamkeit der Potomac-Armee auf die Divisionen Andersons und McLaws lenken, die er persönlich führte. Die Stärke des linken Flügels und des Zentrums des Gegners war ausreichend bekannt, über den rechten Flügel hatte Lee aber so gut wie keine Erkenntnisse. Er sandte deshalb seinen Neffen, Brigadegeneral Fitzhugh Lee, mit dessen Kavallerie zur Aufklärung gegen das XI. Korps. Mit gut ausgeruhten und versorgten Soldaten marschierte Jackson am Morgen unterdessen auf der am Vortage festgelegten Route los.
Auch wenn der Plan Lees sehr risikoreich war, lagen ihm drei Erkenntnisse zu Grunde.
1. Lee wusste, welche Korps ihm gegenüberlagen, und dass Early, wenn er angegriffen würde, den Angriff, wenn nicht abwehren, so doch zumindest erheblich verzögern konnte. Das I. US-Korps konnte den Raum um Chancellorsville am 2. Mai nicht mehr erreichen. Und obwohl Lee nicht wusste, wo sich das II. und III. Korps befanden, würden diese die ihm gegenüberliegenden Unionstruppen nicht entscheidend verstärken können.
2. Der am Vortag nur zögerlich vorgetragene Angriff bestätigte Lee, dass er Hooker richtig eingeschätzt hatte. Von dessen Fähigkeiten hatte er, wie auch von denen seiner Vorgänger, nie eine hohe Meinung gehabt.
3. Die Potomac-Armee hatte sich rund um Chancellorsville eingegraben. Eine Armee, die sich gerade eingegraben hatte, würde aber nicht gleich am nächsten Tag erneut angreifen. Und bis sie die Schwäche der Nord-Virginia-Armee aufgeklärt haben würde, hätte Jacksons Flankenangriff längst Erfolg gehabt.

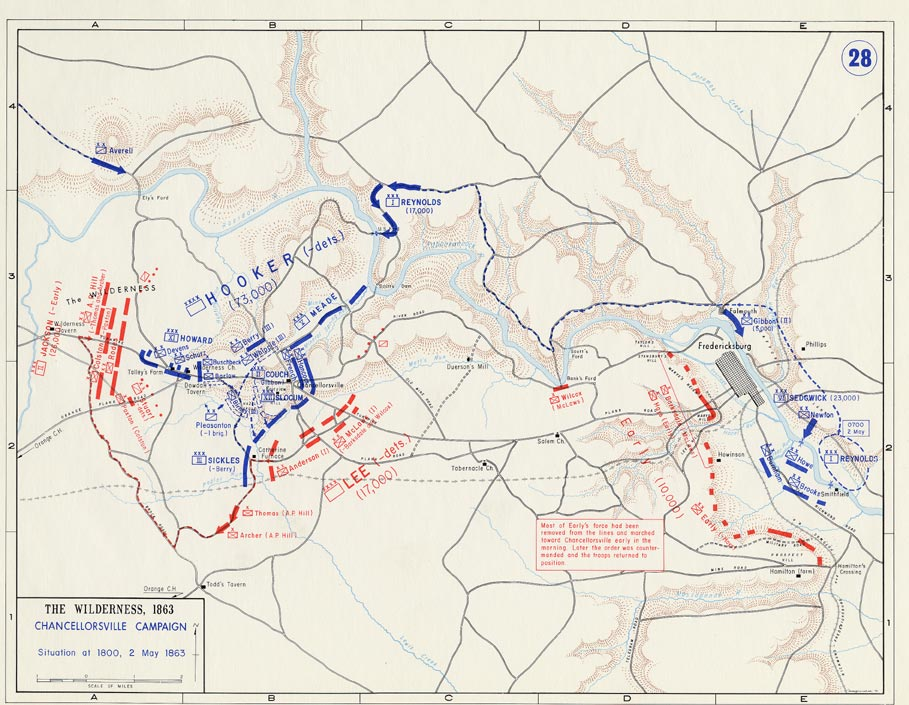
Kampfhandlungen am 2. Mairot: konföderierte Truppen
blau: Unionstruppen

Die vordersten Truppenteile Jacksons erreichten gegen 6 Uhr Catherine Furnace. Die Aufklärung der Union hatte den Aufbruch Jacksons zwar erkannt, das Ziel der Bewegung war aber nicht klar. Eine Aufklärung nach Osten zeigte, dass die Konföderierten dort in Stellungen lagen. Da diese Bewegung auch einen Angriff auf die rechte Flanke vorbereiten konnte, warnte Hooker den Kommandierenden General des XI. Korps, Generalmajor Howard, vor der Gefahr und befahl ihm, Maßnahmen für diesen Fall vorzubereiten. Die andere Deutungsmöglichkeit war das Ausweichen der Konföderierten nach Süden. Diese Sichtweise setzte sich im Hauptquartier der Potomac-Armee durch.
Der Kommandierende General des III. Korps, Generalmajor Sickles, setzte gegen 13 Uhr durch, dass er den vermeintlich ausweichenden Südstaatlern nachsetzen durfte. Bei Catherine Furnace griff er mit zwei Divisionen die Nachhut Jacksons an. Diese wich vor dem Angriff nach Süden aus. Hooker war nun mehr denn je überzeugt, dass die Nord-Virginia-Armee auf dem Rückzug sei. Dementsprechend befahl er Sedgwick gegen 11:15 Uhr, Early bei Marye’s Height anzugreifen und Lee in die Zange zu nehmen. Dieser Befehl erreichte Sedgwick jedoch erst gegen 16:30 Uhr. Für einen Angriff am selben Tag war es zu spät geworden.
Hooker befahl gegen 14:30 Uhr seinen Kommandierenden Generalen, sich für den folgenden Tag auf die Verfolgung der ausweichenden Nord-Virginia-Armee einzustellen.
Jackson erreichte die äußerste rechte Flanke der Potomac-Armee gegen 15 Uhr. Er fand folgende Situation vor: Die Nordstaatler sicherten nach Süden, er aber stand westlich ihrer Stellungen. Jackson begann, seine Divisionen beiderseits des Orange Turnpikes für den Angriff nach Osten bereitzustellen.
Dabei hatte es den ganzen Tag Meldungen der Unions-Aufklärung gegeben, dass sich große Truppenteile der Konföderierten mit Infanterie und Artillerie entlang der Front des XI. Korps nach Westen bewegten. Oberst Leopold von Gilsa, Kommandeur einer Brigade des XI. Korps, wurde als Angsthase verspottet, als er Generalmajor Howard den Sachverhalt melden wollte: Die Wilderness sei so undurchdringlich, dass dort kein Gegner durchkomme. Daher sicherten nur zwei Regimenter der 1. Division und zwei Geschütze nördlich der Plank Road nach Westen. Die meisten Soldaten des XI. Korps verbrachten den Tag mit Faulenzen. Sie waren der Überzeugung, weit entfernt vom Schlachtgeschehen zu sein.
Der Angriff Jacksons begann gegen 17:30 Uhr. Die Waffen vieler Unionssoldaten waren zu Gewehrpyramiden zusammengestellt, da die Einheiten gerade die Abendverpflegung zubereiteten. Gegen 19 Uhr war Jackson bereits zwei Meilen nach Osten vorangekommen und hatte die Divisionen Schurz’ und Devens’ weitgehend aufgerieben. Die Reihen der Angreifer waren jedoch genauso durcheinander wie die der Angegriffenen. Jackson befahl gegen 19:15 Uhr einen Halt, um seine beiden vorderen Divisionen zu ordnen, und befahl Generalmajor Hills Division, über sie hinweg anzugreifen. Inzwischen war es dunkel geworden. Das Durcheinander auf beiden Seiten war groß – Freund und Feind waren kaum zu unterscheiden. Nach einer Attacke eines Regiments der Unionskavallerie wurden alle Verbände Jacksons vor der Gefahr eines Kavallerieangriffs gewarnt.

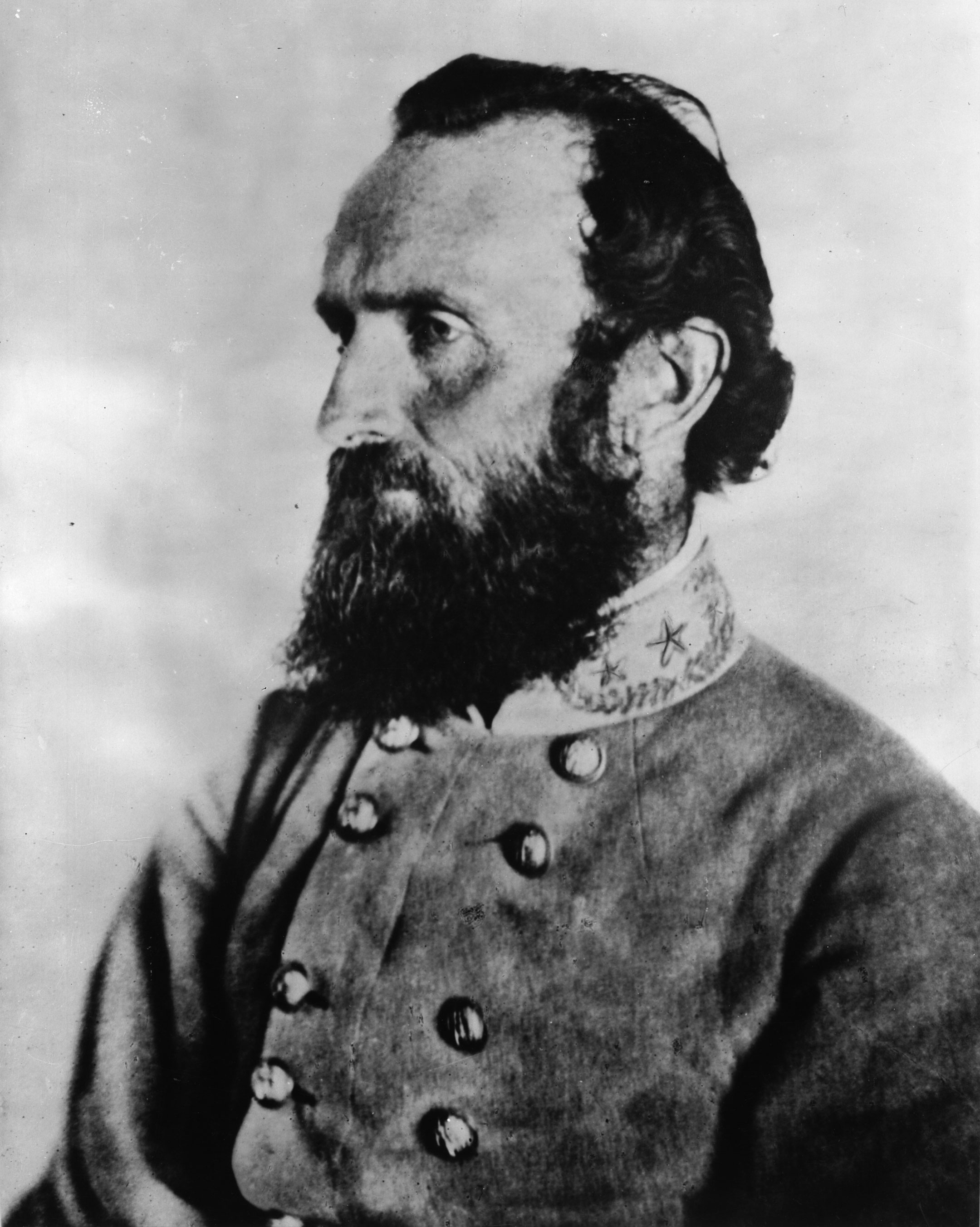
Generalleutnant Thomas J. Jackson

Jackson war wegen dieser Verzögerungen ungeduldig. Er befahl Hill, seinen Angriff beschleunigt fortzusetzen:
“Press them! Cut them off from the U.S. Ford, Hill. Press them” („Vorwärts! Schneiden Sie ihnen den Weg zur U.S. Furt ab, Hill. Vorwärts“).
Eigene Truppen dicht hinter sich wissend, erkundete er am sternklaren Abend selbst das Gelände vor den eigenen Truppen, um Befehle für das sofortige weitere Vorgehen geben zu können. Die nachfolgenden Soldaten wussten nicht, dass Jackson mit seinem Stab vor ihnen war, waren aber vor Kavallerieangriffen gewarnt worden. Als sie die sich nähernden Pferde Jacksons und seiner Begleitung hörten, eröffneten sie das Feuer. Jackson wurde dreimal getroffen und sofort in Sicherheit gebracht. Aus diesen Schüssen entwickelte sich ein Feuergefecht, bei dem auch der Nächste in der Kommandoreihenfolge, Hill, verletzt wurde.
Nach diesen beiden Ausfällen ging es jetzt darum, das Vertrauen der konföderierten Truppen in die Führung aufrechtzuerhalten. Weil Brigadegeneral Rodes nur wenig bekannt war, schlug Hill den beliebten Generalmajor J.E.B. Stuart als Kommandierenden General vor. Da Stuart aber keine Kenntnisse von der aktuellen Lage hatte, wurde der Angriff abgebrochen und sollte am nächsten Tag fortgesetzt werden. Jacksons linker Arm wurde noch in der Nacht amputiert. Lee bedauerte in einer kurzen Mitteilung die Verwundung und gratulierte Jackson zu seinem grandiosen Sieg, nicht ahnend, dass sein bester General innerhalb von acht Tagen sterben würde.
In der Zwischenzeit hatte das III. Korps die Gefechte bei Catherine Furnace abgebrochen und Stellungen bei Hazel Grove bezogen. Von hier aus griff Sickles noch am Abend erfolglos die Konföderierten an; dieser Angriff blieb die einzige offensive Aktion der Potomac-Armee an diesem Abend. Beide Armeen lagen sich gegenüber, um die Schlacht am nächsten Tag fortzusetzen.
Während des gesamten Tages hatte Sedgwick bei Fredericksburg nicht angegriffen. Lees Plan war aufgegangen.

### 3. Mai

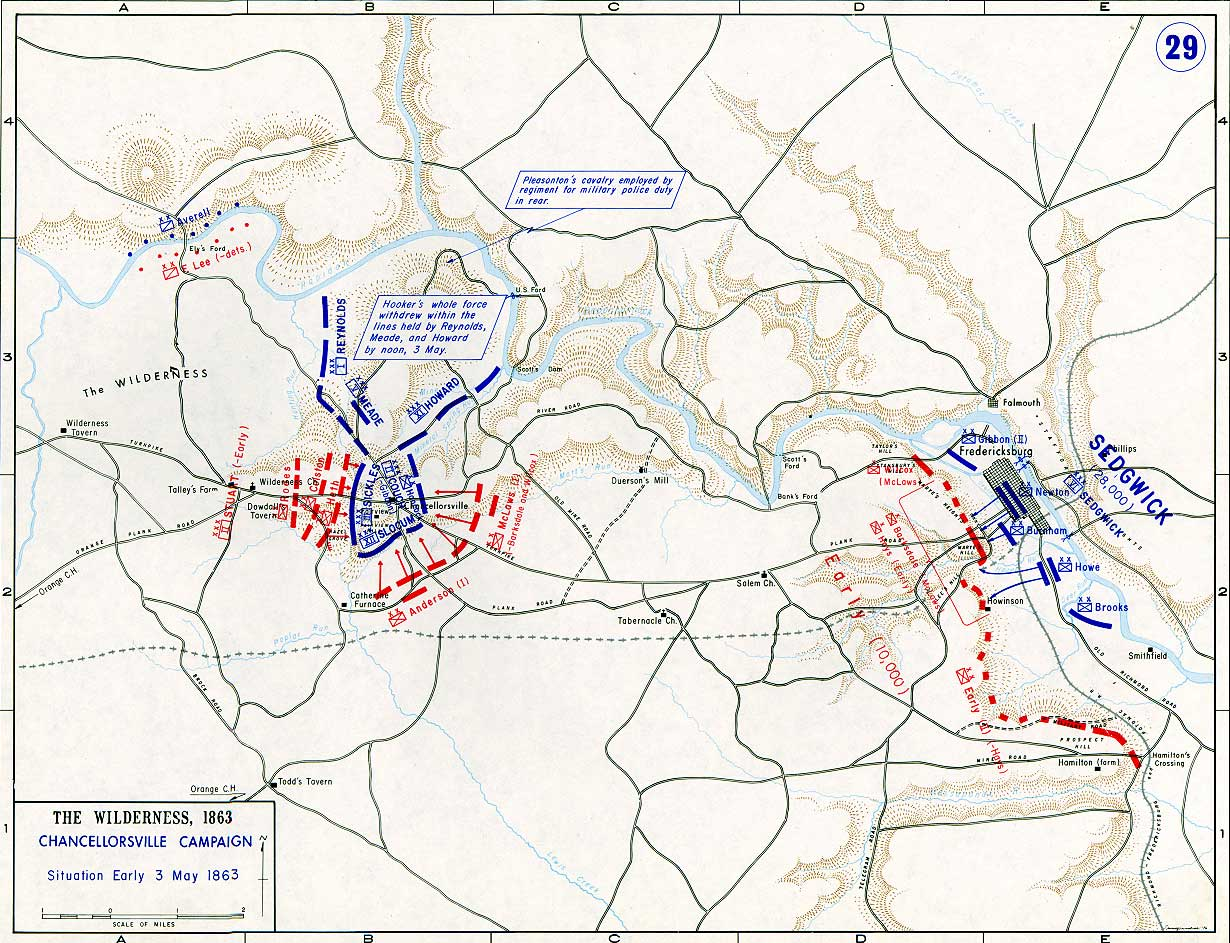
Kampfhandlungen am 3. Mairot: konföderierte Truppen
blau: Unionstruppen

In der Nacht traf auch das I. Korps ein und bezog Stellungen am rechten Flügel der Potomac-Armee, angelehnt an den Rapidan. Linker Nachbar war das V. Korps Meades. Daran schloss sich das III. Korps unter Sickles an. Alle drei Korps sicherten nach Westen. Es folgten Slocums XII. und Couch’ II. Korps, die aus ihren alten Stellungen nach Süden und Osten verteidigten. Die Reste des XI. Korps hielten Stellungen bis zum Rappahannock mit der United States Furt, der einzigen Versorgungslinie der Potomac-Armee. Insgesamt hatte Hooker nun 76.000 Mann zur Verfügung. Besondere Bedeutung erhielt ein Frontvorsprung des III. Korps bei Hazel Grove, einem Wäldchen auf einer Bodenwelle, von der aus Artillerie sowohl nach Westen angreifende konföderierte Infanterie bekämpfen als auch nach Osten bis Chancellorsville wirken konnte. Zudem war durch diesen Frontvorsprung die Verbindung zwischen Stuarts Korps und den restlichen Divisionen Lees unterbrochen.
Der Angriff Jacksons am Vortag hatte die Potomac-Armee schwer getroffen, aber nicht vernichtet. Der Anzahl nach weiterhin überlegen, die Ausrüstung weitgehend vollständig und die Moral bis auf die der vom gestrigen Angriff direkt Betroffenen hoch, hätte ein Angriff auf die getrennten Teile der Nord-Virginia-Armee nacheinander erfolgreich sein können. Aber die Moral des entscheidenden Mannes, Generalmajor Hookers, war gebrochen – er war geschlagen. Während der Nacht verlangte Sickles nach Verstärkungen. Hooker lehnte das ab und befahl das III. Korps auf die Höhe von Chancellorsville zurück. In der Nacht hatte er Sedgwick noch einmal befohlen, anzugreifen und ihm zu Hilfe zu kommen.
Durch Sickles’ Ausweichen war die Nord-Virginia-Armee wieder vereint. Lee entschloss sich, die Potomac-Armee entlang der Orange Plank Road anzugreifen. Hier standen ihm nur das III. und Teile des XII. Korps gegenüber. Andersons und McLaws Divisionen beschäftigten das II. und den Rest des XII. Korps, sodass diese Sickles nicht verstärken konnten. Stuarts Korps griff um 5:30 Uhr an. Nach zwei Stunden war die erste Verteidigungsstellung der Union genommen. Wesentlichen Anteil daran hatte das Artilleriefeuer von Hazel Grove. Die Erinnerung daran führte zu Sickles’ Fehler während der Schlacht von Gettysburg, unbedingt einen „High Ground“ besetzen zu müssen.
Bemerkenswert war, dass sowohl der Artillerie als auch vielen Infanterieverbänden der Union die Munition ausging und sie aus der Front nach rückwärts zum Aufmunitionieren marschierten. Die Kämpfe waren sehr hart. Besonders die Verwundeten litten darunter, dass das Unterholz in Brand geschossen worden war. Viele Soldaten verbrannten, bei anderen explodierte die Munition in den Patronentaschen und fügte ihnen weitere Verletzungen zu.
Sickles gab gegen 9 Uhr die Stellungen der Infanterie und die Artilleriestellungen auf dem Fair View Hill auf und bezog eine neue Verteidigungslinie in der Nähe von Chancellorsville. Kurz darauf wurde Hooker, auf der Veranda des Chancellor-Hauses stehend, von einem hölzernen Stützpfeiler getroffen, den ein konföderiertes Geschoss aus seiner Verankerung gerissen hatte, und erlitt eine Gehirnerschütterung. Er lehnte jedoch die zeitweilige Übergabe des Kommandos an den nächsten im Rang folgenden Offizier, Generalmajor Couch, ab und trug damit zur schwachen Vorstellung der Potomac-Armee bei. Schließlich wurden auch das XII. und das II. Korps zurückgenommen. Die Potomac-Armee bezog Stellungen nördlich von Chancellorsville. Gegen Mittag blieb der Angriff der Konföderierten wegen Erschöpfung und wegen des Entlastungsangriffs Sedgwicks bei Fredericksburg an der Plank und River Road liegen.

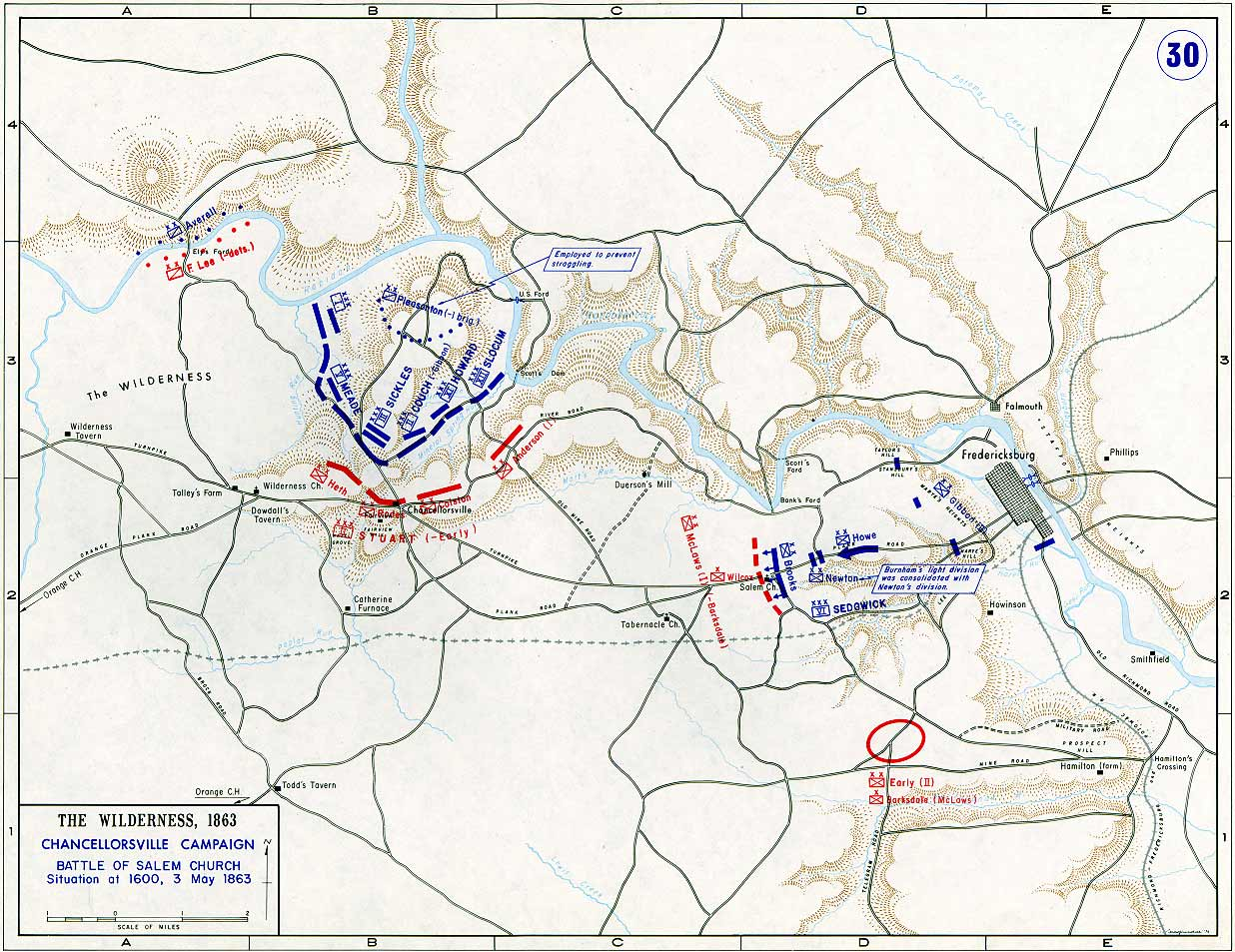
Schlacht bei der Salem Churchrot: konföderierte Truppen
blau: Unionstruppen

Bei Fredericksburg griff Sedgwick im Morgengrauen die Stellungen Earlys bei Marye’s Heights an und wurde abgewehrt. Wegen der bitteren Erfahrungen im Dezember 1862 befahlen die Regimentskommandeure die weiteren Angriffe als Bajonettangriffe und in tiefer Gliederung. Tatsächlich brachen die Angreifer gegen 11 Uhr in die Stellungen der Konföderierten ein, denen es jedoch größtenteils gelang, nach Südwesten auszuweichen. Sedgwick hatte das unmöglich Erscheinende, die Erstürmung der Marye’s Height, geschafft, bei der im Dezember die Potomac-Armee mit Hunderten Gefallenen gescheitert war. Er setzte die Verfolgung aber nur zögerlich fort.
Lee hatte den Angriff bei Chancellorsville eingestellt und zunächst McLaws’ Division dem VI. Korps entgegengeschickt. Die Konföderierten trafen gegen 15:30 Uhr auf die vorderste Division Sedgwicks. Nach heftigen Kämpfen gelang es McLaws, die Unionstruppen aufzuhalten, weil Sedgwick mit nur einer Division angriff. Als seine anderen Divisionen heran waren, wurde der Kampf wegen der Dunkelheit abgebrochen.
Lee befahl gegen 19 Uhr Andersons Division zur Unterstützung McLaws in den Raum von Salem Church. Early erhielt den Auftrag, Sedgwick im Rücken anzugreifen. Mit diesen Kräften, ca. 30.000 Mann, wollte er das VI. Korps der Union mit ca. 20.000 Mann am nächsten Tag schlagen.

### 4. Mai

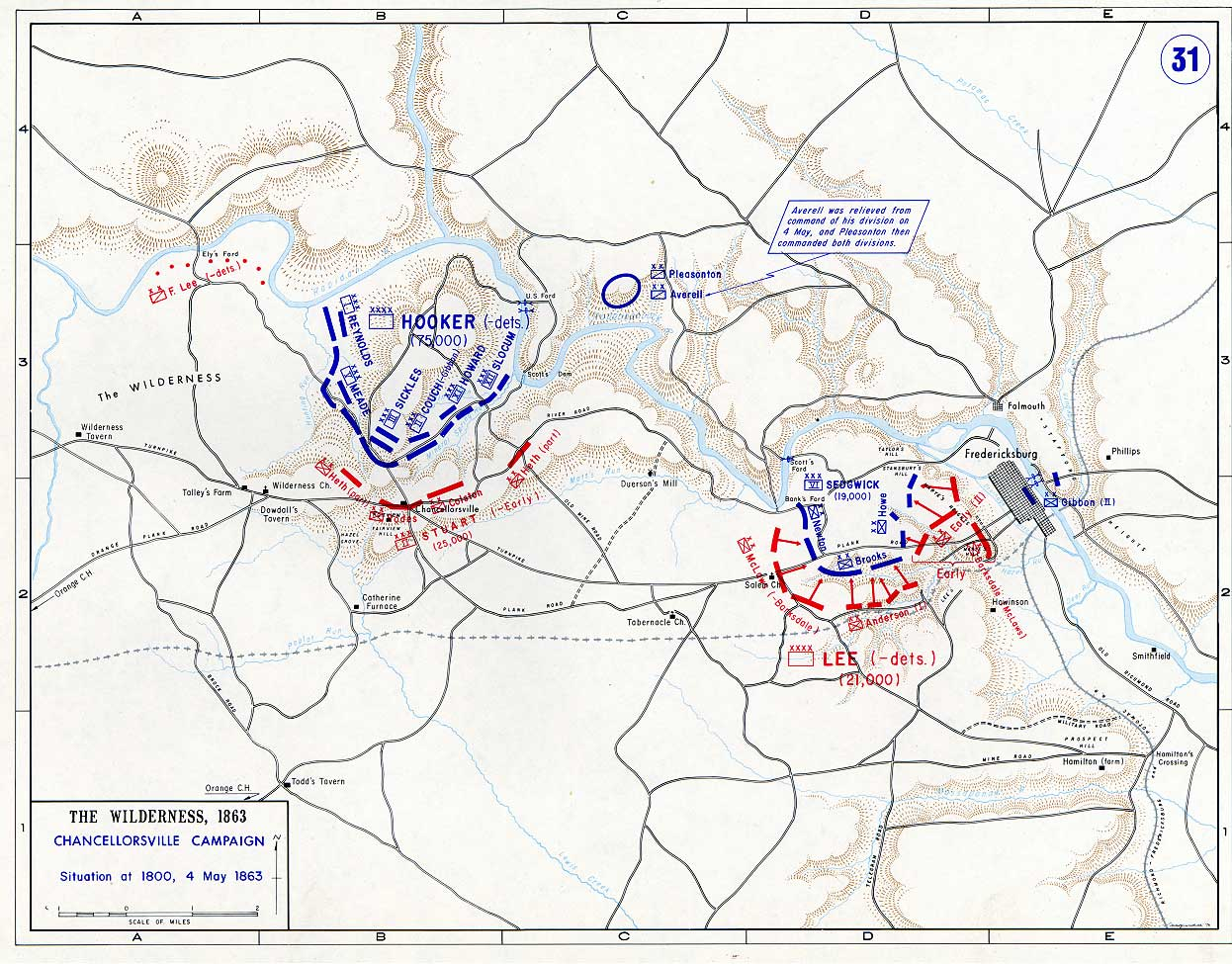
Kampfhandlungen am 4. Mairot: konföderierte Truppen
blau: Unionstruppen

Hooker hatte den ganzen Tag die Potomac-Armee sich weiter eingraben lassen. Sie befand sich in einer starken Verteidigungsstellung. Ein Angriff Lees hätte sicherlich erfolgreich abgewehrt werden können. Es ist nicht sicher, ob Hooker wusste, wie schwach die ihm gegenüberliegenden Konföderierten während des Tages tatsächlich waren.
Anderson hatte am frühen Morgen gegen die Stellungen Hookers aufgeklärt und festgestellt, dass ein Angriff nicht Erfolg versprechend wäre. Als dies Lee gemeldet wurde, entschied dieser, Sedgwick mit Andersons, McLaws’ und Earlys Divisionen bei der Salem Church anzugreifen. Early hatte gegen 7 Uhr die am Vortag verlorenen Stellungen bei Marye’s Heights wieder besetzt und so die Verbindung Sedgwicks zur Übergangsstelle über den Rappahannock bei Fredericksburg unterbrochen.
Sedgwick hielt mit drei Divisionen einen Brückenkopf von Banks Furt bis zur Plank Road. Er ließ Pontonbrücken bei Banks Furt bauen, da er nicht über Fredericksburg würde ausweichen können. Die Division Gibbons sicherte den Übergang über den Fluss in Fredericksburg.
Lee griff gegen 17:30 Uhr von Westen, Süden und Osten Sedgwicks Divisionen an. Nach einem kurzen, heftigen Gefecht fiel das VI. Korps auf den Rappahannock zurück. Lees Artillerie konnte die Pontonbrücke nicht zerstören. Der Angriff kam nach kurzer Zeit nicht nur wegen der Dunkelheit und des schwierigen Geländes der Wilderness, sondern auch wegen erheblicher Koordinationsschwierigkeiten zum Erliegen. Sedgwick gelang es, über den Rappahannock auszuweichen und die Pontonbrücken abzubauen. Dem war wieder ein Verständigungsproblem zwischen Hooker und Sedgwick vorhergegangen. Hooker wollte, dass Sedgwick die Furt hielte, damit er sie für den von ihm vorgesehenen Angriff nach dem Ausweichen von Chancellorsville nutzen konnte.
Nachdem der linke Flügel der Potomac-Armee keine Gefahr mehr für die Nord-Virginia-Armee darstellte, entschloss sich Lee, Early in den Stellungen gegenüber Fredericksburg zu belassen und am nächsten Tag mit allen anderen Teilen seiner Armee Hookers Großverbände anzugreifen und zu vernichten. Dazu marschierten Andersons und McLaws’ Divisionen wieder nach Chancellorsville zurück.
General Hooker führte in der Nacht eine Besprechung mit seinen Kommandierenden Generalen durch, um das weitere Vorgehen festzulegen. Reynolds, Meade und Howard waren dafür, in den guten Stellungen zu bleiben, aus ihnen zu kämpfen und einen erneuten Angriff vorzubereiten. Sickles und Couch sprachen sich für den Rückzug der Armee über den Rappahannock aus – Couch nur, weil er nicht mehr unter dem Kommando Hookers kämpfen wollte. Hooker entschied sich für den Rückzug. Unzufrieden mit der Entscheidung, beschwerte sich Reynolds in Hörweite Hookers:

 What was the use of calling us together at this time of night when he intended to retreat anyhow?!”

„Weshalb sollten wir uns mitten in der Nacht treffen, wenn er sowieso in jedem Fall den Rückzug vorhatte?!“

### Nach der Schlacht

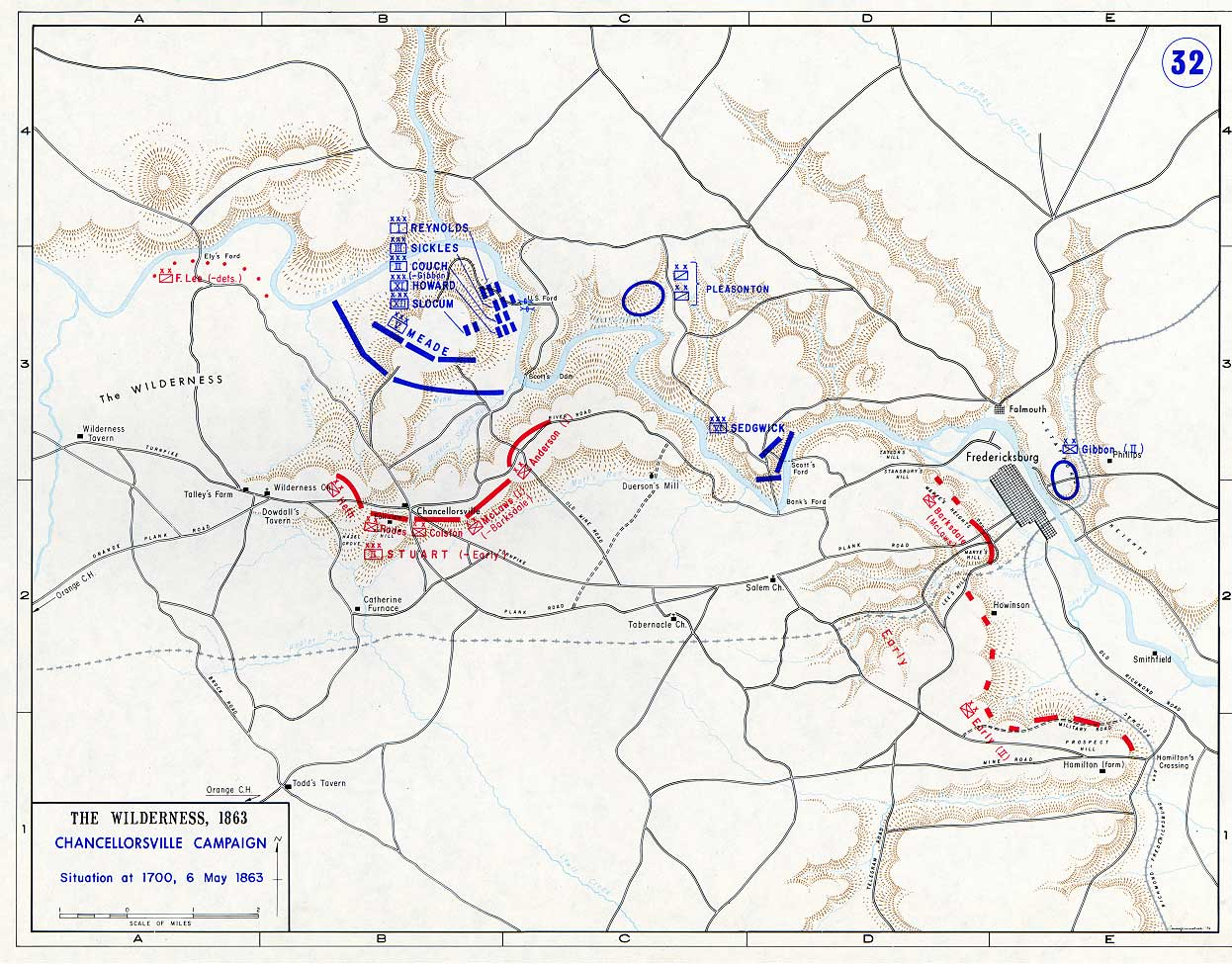
Lage am 6. Mairot: konföderierte Truppen
blau: Unionstruppen

Lee sammelte die Nord-Virginia-Armee am 5. Mai bei Chancellorsville und bereitete sich auf den Angriff auf die letzte von Hooker gehaltene Position vor. Zusätzlich setzte er gewaltsame Aufklärung ein, um Schwachpunkte in der Verteidigungsstellung der Potomac-Armee zu finden.
Am Morgen des 6. Mai war Lee gerade dabei, die Befehle für die Annäherung und den darauf folgenden Angriff zu geben, als ihm gemeldet wurde, dass Hooker die Stellungen aufgegeben hatte. Lee war überrascht und sagte zum Überbringer der Nachricht:

“Why, General Pender! That is what you young men always do. You allow these people to get away. I tell you what to do, and you don’t do it.”

„General Pender! Das ist das, was ihr jungen Leute immer macht. Ihr erlaubt diesen Menschen, zu entkommen. Ich sage euch, was ihr tun sollt, aber ihr macht es nicht.“

Er befahl seinen Truppen, den ausweichenden Nordstaatlern nachzusetzen und ihnen soviel Schaden wie möglich zuzufügen.
Ob Lee wirklich vorhatte, die gut ausgebauten Feldbefestigungen der Potomac-Armee mit seinen unterlegenen Kräften anzugreifen, ist umstritten. Er hatte am 5. Mai Generalmajor Stuart zwei Nachrichten gesandt, in denen er ihn warnte, den eingegrabenen Gegner frontal anzugreifen, und empfahl, einen solchen Angriff nicht durchzuführen, denn über eine solche Taktik seien sie doch längst hinaus. Er wollte aber die Hoffnung nicht aufgeben, dem ausweichenden Gegner einigen Schaden zufügen zu können.
In der Nacht hatte, wie fast immer nach großen Schlachten in Virginia, heftiger Regen eingesetzt. Hooker war unter dessen Schutz und dem seiner Feldbefestigungen auf den Wegen durch den dichten Wald zur United States Furt ausgewichen. Dort hatte er den Rappahannock auf Pontonbrücken überquert. Während dieses Ausweichens glaubte ein Teil seiner Soldaten an einen erneuten Flankenmarsch mit anschließenden Angriff, die überwiegende Mehrheit wusste jedoch, dass ihre Armee geschlagen worden war, obwohl sie überhaupt nicht gekämpft hatten.
General Hooker bezog sein ehemaliges Hauptquartier in Falmouth am Morgen des 7. Mai und erließ von dort einen Tagesbefehl, in dem er die Leistungen der Armee würdigte. Auch die vor Beginn des Feldzugs in Marsch gesetzte Kavallerie traf wieder bei der Potomac-Armee ein. Sie hatte während ihres Raids im Rücken der Nord-Virginia-Armee ein paar unbedeutende Ziele angegriffen, das von Hooker vorgegebene Ziel, die Verbindungslinien abzuschneiden, jedoch nicht erreicht.
Generalmajor Hookers Verhalten während der Schlacht wird unterschiedlich beurteilt. Nach dem gelungenen Umgehungsmanöver befand er sich in einer Hochstimmung und war überzeugt, die Nord-Virginia-Armee schlagen zu können. Beim Angriff am 1. Mai verzagte er angesichts einiger Unwägbarkeiten, war aber anschließend sicher, in seinen ausgebauten Feldbefestigungen unbesiegbar zu sein. Am 3. Mai entschloss er sich – halb betäubt, auf jeden Fall ohne Überblick über die Lage –, den Rappahannock wieder zu überqueren und den Feldzug abzubrechen. Viele Augenzeugen schreiben seine Mutlosigkeit und Wankelmütigkeit extensivem Alkoholgenuss zu. Er selbst schob die Schuld an der Niederlage auf seine Untergebenen – Howard hätte seine Befehle nicht ausgeführt, Couch hätte nicht mit ihm zusammenarbeiten wollen und Sedgwick hätte schlecht gekämpft. Später sagte Hooker dazu:
“I was not hurt by a shell, and I was not drunk. For once I lost confidence in Joe Hooker, and that is all there is to it.” „Ich wurde nicht durch eine Granate verwundet und ich war nicht betrunken. Ich hatte nur auf einmal das Vertrauen in Joe Hooker verloren und das ist alles, was es dazu zu sagen gibt.“

## Folgen der Schlacht

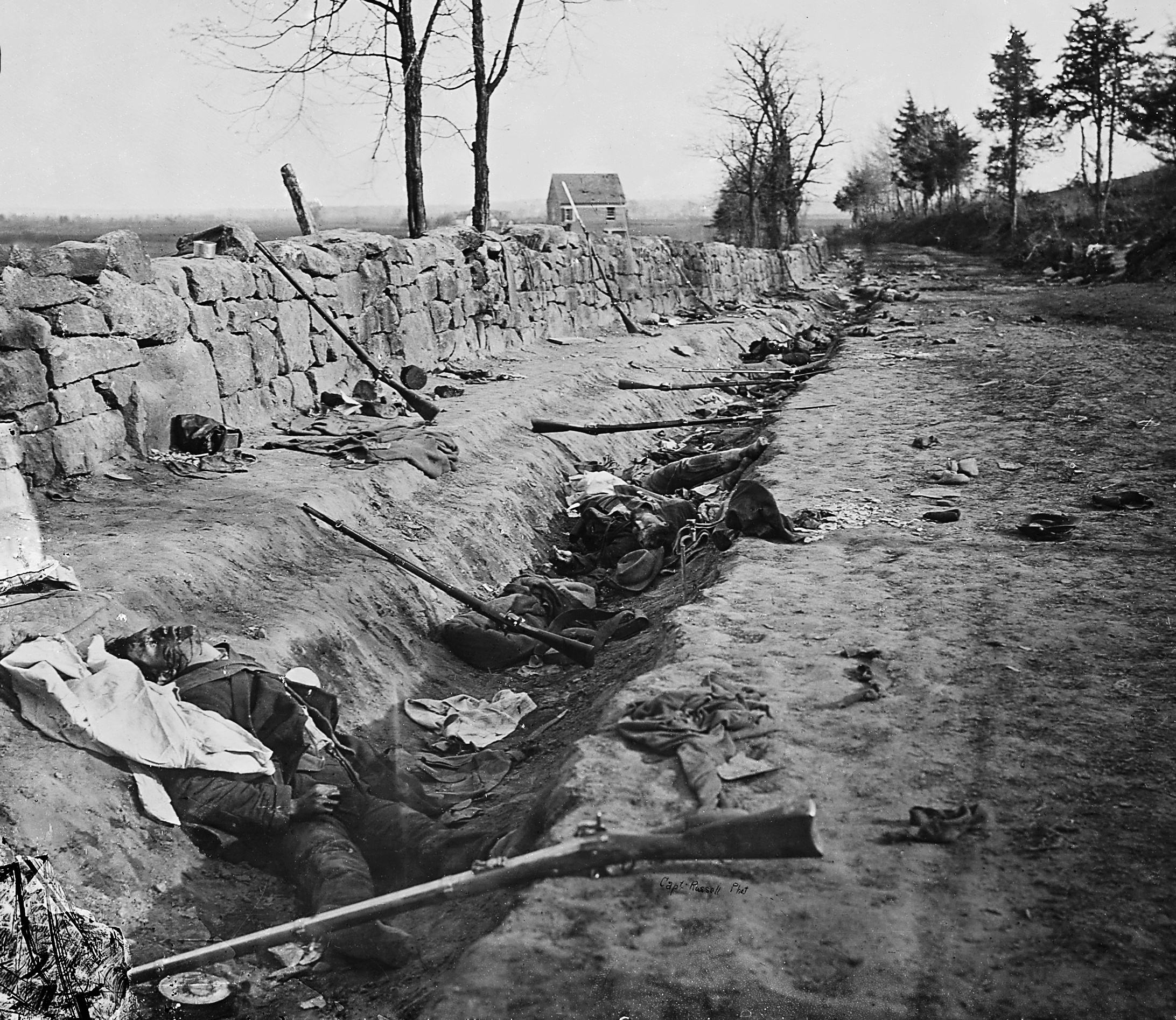
Tote Soldaten der Konföderierten bei Marye’s Heights, Fredericksburg

Hooker hatte den Feldzug mit der Überzeugung begonnen, eine Siegeschance von 80 % zu haben. Er hatte ihn verloren, weil zuallererst seine Verbindungen auf dem schlechtesten Stand waren, der jemals in der Potomac-Armee existierte. Danach folgten die Unfähigkeit seines Kavalleriekommandeurs, des Kommandierenden Generals des XI. Korps und die mäßige Vorstellung Sedgwicks. Seine eigenen wesentlichen Fehler waren der Abbruch des Angriffs am 1. Mai, der Befehl, Hazel Grove aufzugeben, und die falsche Truppeneinteilung, bei der 40.000 Mann überhaupt nicht zum Einsatz kamen.
Hookers Absicht war von einfacher Klarheit. Lee sollte seine überlegene Armee angreifen. Die Umsetzung war mangelhaft. Bei den einzelnen Kämpfen zeigte sich aber, dass die Soldaten der Potomac-Armee nach den Niederlagen des letzten Jahres im Kampf den Soldaten der Nord-Virginia-Armee ebenbürtig waren. Von den 90.000 Mann, die während der Schlacht gekämpft hatten, wurden 17.000 als Verluste gemeldet. Dies waren prozentual bedeutend weniger als Lees Verluste.
Lees Verluste beliefen sich auf 22 %, die Hookers auf 13 %. Den Südstaaten fiel es bedeutend schwerer, diese Verluste auszugleichen. Trotzdem war es ein überwältigender Sieg – der Lees Vertrauen in seine Soldaten verstärkte. Lee merkte aber wieder, dass sein Führungsstil nicht jedem vertraut war. Ein Beispiel dafür war der Dialog mit General Pender. Dieser hatte bis jetzt immer unter Jackson gedient und war mit Lees Art zu befehlen nicht vertraut. Jackson hatte immer detaillierte Anweisungen gegeben, Lee befahl gewaltsame Aufklärung und setzte voraus, dass diese solange durchgeführt würde, bis man den Gegner tatsächlich aufklärte, und nicht nach dem kampflosen Erreichen der Feldbefestigungen beendet würde. Jacksons Nachfolger wurde Generalmajor Richard Stoddert Ewell, der ihn aber nicht ersetzen konnte. Viele Südstaatler beurteilten den Verlust Jacksons als das schlimmste Ereignis der Schlacht und für den Verlauf des Krieges.
Ungefähr einen Monat lang bildete der Rappahannock die Grenze zwischen Nord- und Südstaaten. General Lee hatte die Regierung überzeugen können, dass der Sieg dazu genutzt werden sollte, den Krieg auf das Territorium der Union zu verlagern. Dadurch sollte u. a. die Union gehindert werden, Generalmajor Grants Truppen vor Vicksburg zu verstärken. Die Nord-Virginia-Armee marschierte zunächst nach Nordwesten. Hooker folgte ihr nur zögerlich. Lees Marsch westlich der Blue Ridge Mountains verlief weitgehend unerkannt und ungestört, da er von seiner Kavallerie unter Stuarts Führung abgeschirmt wurde.
Hooker blieb Oberbefehlshaber der Potomac-Armee. Erst als er mit Rücktritt wegen des Streits um die Verwendung der Garnison von Harper’s Ferry drohte, nahm das Kriegsministerium die Gelegenheit wahr und ersetzte den ungeliebten Oberbefehlshaber am 28. Juni 1863 durch Generalmajor George G. Meade.

## Rezeption
Teile des Schlachtfeldes von Chancellorsville befinden sich heute auf dem Gelände des Fredericksburg and Spotsylvania National Military Park unter der Obhut der US Nationalparkverwaltung.
Die Schlachten von Chancellorsville und in der Wilderness 1864 bildeten die Grundlage für den 1895 geschriebenen Roman Stephen Cranes: Die rote Tapferkeitsmedaille (The Red Badge of Courage). Das Buch diente John Huston als Vorlage für den gleichnamigen Kinofilm (USA, 1951).
Ein Teil des Schlachtgeschehens (Jacksons Umgehung der westlichen Flanke der Unionstruppen, seine Verwundung und sein Tod) wird auch in dem Film Gods and Generals (USA, 2003) geschildert, der auf dem gleichnamigen Roman von Jeff Michael Shaara basiert.